# Райтсвілл (Джорджія)
Райтсвілл (англ. Wrightsville) — місто (англ. city) в США, в окрузі Джонсон штату Джорджія. Населення — 3449 осіб (2020).

## Географія
Райтсвілл розташований за координатами 32°43′36″ пн. ш. 82°43′12″ зх. д. / 32.72667° пн. ш. 82.72000° зх. д. (32.726733, -82.720136).  За даними Бюро перепису населення США в 2010 році місто мало площу 9,33 км², з яких 9,13 км² — суходіл та 0,21 км² — водойми.

## Демографія
Згідно з переписом 2010 року, у місті мешкало 2195 осіб у 855 домогосподарствах у складі 532 родин. Густота населення становила 235 осіб/км².  Було 1020 помешкань (109/км²).
Расовий склад населення:
| - 55,6 % — чорних або афроамериканців - 42,0 % — білих - 0,4 % — корінних американців - 0,4 % — азіатів - 0,1 % — вихідців з тихоокеанських островів |

До двох чи більше рас належало 0,7 %. Частка іспаномовних становила 1,1 % від усіх жителів.
За віковим діапазоном населення розподілялося таким чином: 26,2 % — особи молодші 18 років, 57,4 % — особи у віці 18—64 років, 16,4 % — особи у віці 65 років та старші. Медіана віку мешканця становила 38,5 року. На 100 осіб жіночої статі у місті припадало 82,8 чоловіків;  на 100 жінок у віці від 18 років та старших — 78,0 чоловіків також старших 18 років.
Середній дохід на одне домашнє господарство  становив 38 700 доларів США (медіана — 25 190), а середній дохід на одну сім'ю — 52 422 долари (медіана — 37 500). Медіана доходів становила 35 241 долар для чоловіків та 24 798 доларів для жінок. За межею бідності перебувало 29,2 % осіб, у тому числі 45,4 % дітей у віці до 18 років та 28,1 % осіб у віці 65 років та старших.
Цивільне працевлаштоване населення становило 1325 осіб. Основні галузі зайнятості: освіта, охорона здоров'я та соціальна допомога — 27,1 %, роздрібна торгівля — 18,3 %, публічна адміністрація — 16,8 %.